# Preghiera mentale

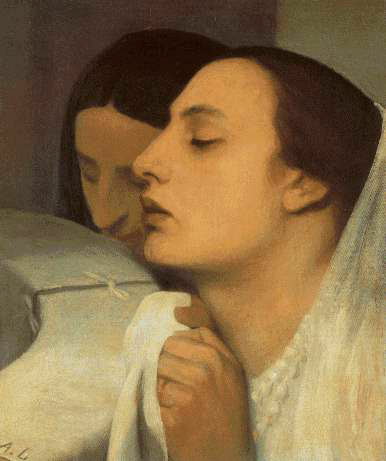
Donna in preghiera, di Alphonse Legros

La preghiera mentale è una forma di preghiera raccomandata della Chiesa cattolica in cui il fedele esprime il proprio amore di Dio mediante un dialogo, meditando sulle parole di Dio e contemplandone il volto. È un periodo di silenzio concentrato in Dio. Viene distinto dalle preghiere vocali che usano parole predefinite, sebbene la preghiera mentale possa procedere usando orazioni vocali per migliorare il dialogo con Dio.
Uno degli scrittori più importanti sulla preghiera mentale, Teresa d'Avila, affermò: "La preghiera mentale [oración mental] non è altro che una condivisione intima tra amici; significa dedicare frequentemente del tempo ad essere soli con colui del quale sappiamo che ci ama." Poiché l'enfasi è sull'amore piuttosto che sul pensiero, gli autori moderni raccomandano che sia chiamata preghiera interiore.
Secondo il Catechismo della Chiesa Cattolica, la meditazione e la preghiera contemplativa che avviene nella preghiera mentale, sono le "principali espressioni della vita di preghiera" nella tradizione cristiana. La pratica della preghiera mentale è necessaria per raggiungere il fine della "perfezione cristiana", come ha affermato Madre Teresa, "La santità è impossibile senza di essa." Tutti i santi, secondo Alfonso de Liguori, dottore della chiesa in teologia morale, sono diventati santi con la preghiera mentale.

## Natura e storia

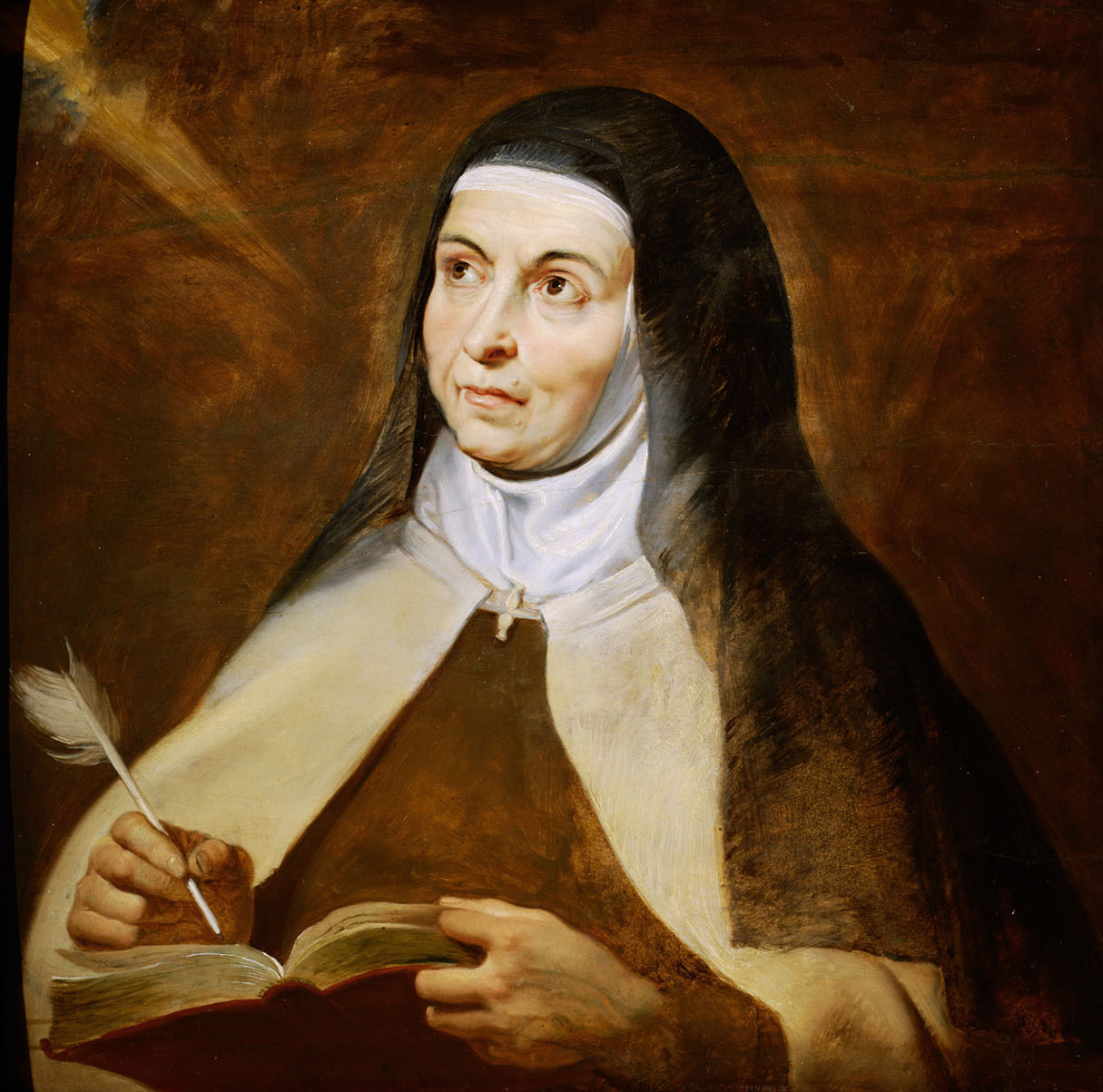
Santa Teresa d'Avila

La preghiera mentale è stata definita dal gesuita John Hardon come una "forma di preghiera in cui i sentimenti espressi sono i propri e non quelli di un'altra persona. La preghiera mentale viene realizzata da atti interiori della mente e degli affetti, ed è semplice meditazione o contemplazione." La preghiera è mentale quando i pensieri e le affezioni dell'anima non sono espressi in una formula precedentemente determinata. La funzione della preghiera mentale è di trasformare la mente e attraverso la trasformazione della mente di effettuare un cambiamento nelle disposizioni e nel cuore. Questa conversione mentale non è così semplice come di solito si pensa sia, ma comporta un processo lungo nel tempo. Adolphe Tanquerey distingue tra preghiera vocale, che è espressa da parole o gesti, e preghiera mentale, "che avviene tutta nell'anima". È un periodo di silenzio concentrato su Dio e sul proprio rapporto con Lui. Si distingue dalle preghiere vocali che utilizzano una serie di preghiere, sebbene la preghiera mentale può procedere utilizzando preghiere vocali al fine di migliorare il dialogo con Dio. La preghiera mentale può essere suddivisa in meditazione, o preghiera mentale attiva, e contemplazione, o preghiera mentale passiva.
Giovanni Cassiano (V secolo) e Giovanni Climaco (VI secolo) discussero i modi della preghiera mentale e, tra i Padri della Chiesa che hanno raccomandato la preghiera mentale, si annoverano Agostino d'Ippona, Giovanni Crisostomo, Giorolamo e Basilio. Boezio la lodò e Bernardo di Clairvaux la sostenne nei suoi scritti.
Prima della metà del XII secolo, i certosini dedicavano tempi prestabiliti alla preghiera mentale. All'inizio del XVI secolo il Capitolo Domenicano di Milano prescriveva la preghiera mentale per una mezz'ora mattina e sera. Tra i francescani si registra una preghiera mentale metodica già alla metà di tale secolo. Tra i carmelitani non c'era nessuna regolamentazione in merito finché Teresa d'Avila non l'introdusse per due ore al giorno. Sebbene Ignazio di Loyola riducesse la meditazione ad un metodo definito nei suoi esercizi spirituali, non divenne parte della sua regola fino a 30 anni dopo la formazione della Compagnia di Gesù. Il suo metodo e quello di Sulpizio hanno contribuito a diffondere l'abitudine di meditare anche al di fuori del chiostro.
Autori moderni raccomandano che questa preghiera venga chiamata "preghiera interiore". Jacques Philippe ha affermato: "Sarebbe meglio dire preghiera interiore, invece di preghiera mentale, perché nella nostra cultura moderna, la parola 'mentale' è associata a pensieri, come qualcosa di cerebrale, mentre tale forma di preghiera è più un moto del cuore che una riflessione. Santa Teresa d'Avila disse che non è un atto di pensar molto, ma di amar molto".

### Meditazione
La preghiera mentale ordinaria o attiva è costituita da due operazioni: una appartiene alla facoltà di pensare che si applica all'immaginazione, alla memoria e alla comprensione nel prendere in considerazione qualche verità, principio, fatto o mistero. L'altra operazione dipende dalla volontà con lo scopo di eccitare appropriate emozioni spirituali, per richiedere il bene proposto dalla mente e risolversi in qualche atto o svolgimento d'azione considerati come volontà di Dio e come mezzo di unione con Lui. In un modo o altro è sempre stato praticato da anime timorate di Dio. Secondo Teresa d'Avila, l'anima in questa fase è come un giardiniere, il quale, con molta fatica, preleva l'acqua dal fondo del pozzo per innaffiare le sue piante e fiori.

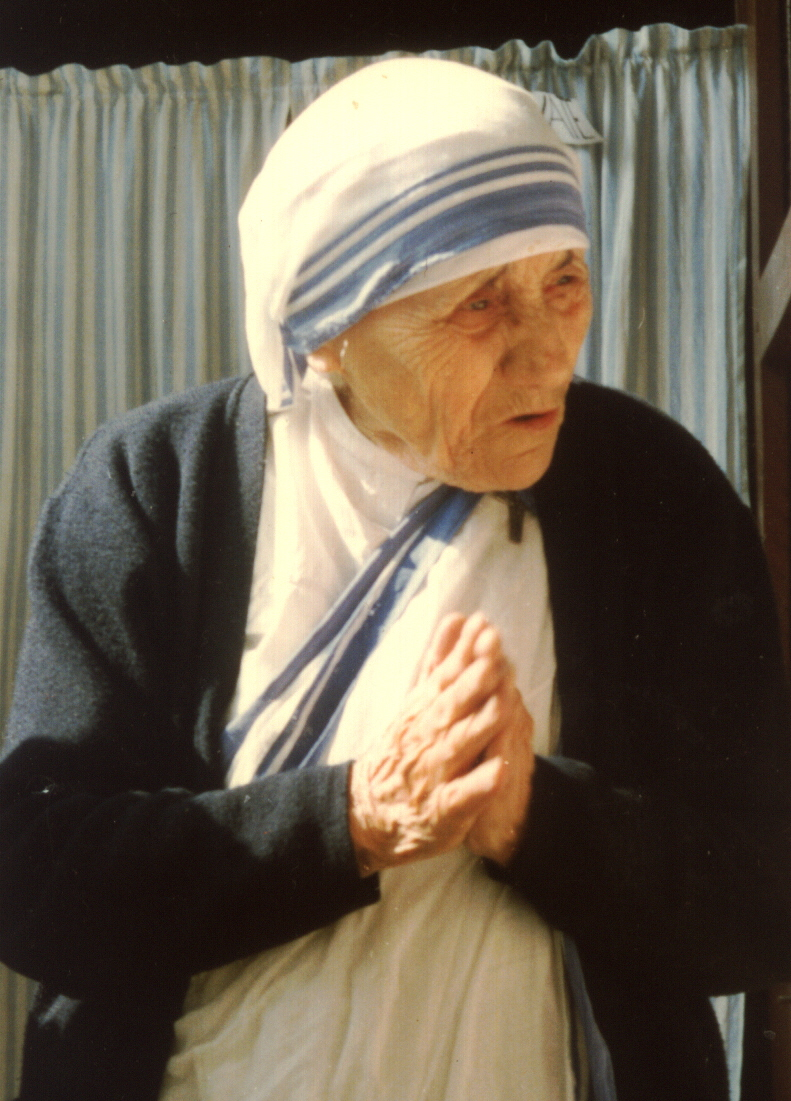
Santa Teresa di Calcutta

## Importanza
La Santa Madre Teresa, Premio Nobel per la Pace 1979, ha detto che "non dobbiamo mai dimenticare che siamo legati alla perfezione e dovremmo mirare incessantemente verso di essa. La pratica della preghiera mentale è necessaria per raggiungere tale obiettivo. Poiché è il soffio di vita per la nostra anima, la santità è impossibile senza di essa. È solo nella preghiera mentale e nella lettura spirituale che coltiviamo il dono della preghiera. L'orazione mentale è fortemente favorita dalla semplicità - che è l'abnegazione di sé e del corpo e del senso - e da frequenti aspirazioni che alimentano la nostra preghiera."
"Colui che trascura la preghiera mentale," afferma Teresa d'Avila, "non ha bisogno del diavolo per portarlo all'inferno. Ci si porta da solo, con le proprie mani." Il suo confratello carmelitano, Giovanni della Croce, ha detto anche: "Senza l'aiuto della preghiera mentale, l'anima non può trionfare sulle forze del demonio."
Sul motivo della preghiera mentale, Alfonso de Liguori, dottore in teologia morale della Chiesa cattolica, ha spiegato: "La preghiera mentale è la fornace benedetta in cui le anime sono infiammate dell'amore di Dio. Tutti i santi sono diventati santi con la preghiera mentale." Francesco di Sales ha detto che "è moralmente impossibile per colui che trascura la meditazione di vivere senza peccato", a causa dell'incompatibilità della meditazione cristiana con il peccato: nessuno può continuare la pratica della preghiera mentale in uno stato di peccato mortale. In tal caso costui si pentirà o abbandonerà la pratica della preghiera mentale.
Nella sua opera Breve trattato della necessità della preghiera, della sua efficacia, e delle condizioni con cui deve essere fatta, Alfonso de Ligouri ha spiegato l'efficacia della preghiera mentale:
Questo è il frutto principale della preghiera mentale, chiedere a Dio le grazie di cui abbiamo bisogno per la perseveranza e per la salvezza eterna, ed è soprattutto per questo motivo che la preghiera mentale è moralmente necessaria per l'anima, per consentirle di conservarsi nella grazia di Dio.
Perché se una persona non si ricorda nel momento della meditazione di chiedere l'aiuto necessario per la perseveranza, egli non lo farà in nessun altro momento, perché senza la meditazione egli non penserà di chiederlo e non penserà nemmeno alla necessità di chiederlo.
D'altra parte, per colui che fa la propria meditazione ogni giorno sarà facile vedere i bisogni della sua anima, i suoi pericoli e la necessità della sua preghiera, e così egli pregherà e otterrà le grazie che gli consentano di perseverare e salvare l'anima.
Benedetto XVI ha detto ai sacerdoti che la preghiera e la meditazione, "il tempo per stare alla presenza di Dio nella preghiera è una vera priorità pastorale, non è una cosa accanto al lavoro pastorale, stare davanti al Signore è una priorità pastorale, in ultima analisi la più importante." Nella Prefazione al suo libro, Gesù di Nazaret (2011), Benedetto XVI ha sottolineato che "tutto dipende" dall'amicizia intima con Gesù".

## Imparare la preghiera mentale
Giovanni Paolo II nel suo programma per il nuovo millennio, nel suo messaggio per il 42º "Giorno Mondiale della Preghiera" ha detto:
"L'autenticità della vita cristiana si misura dalla profondità della preghiera, arte che va appresa umilmente 'dalle labbra stesse del Maestro divino', quasi implorando, "come i primi discepoli: ‘Signore, insegnaci a pregare!' (Lc 11, 1). Nella preghiera si sviluppa quel dialogo con Cristo che ci rende suoi intimi: ‘Rimanete in me e io in voi’ (Gv 15, 4)" (Novo millennio ineunte, 32)."
Poiché la santità è per tutti, secondo la dottrina cattolica, chiunque può imparare la preghiera mentale, che sia giovane o anziano. Teresa di Lisieux imparò la preghiera mentale a undici anni. I frati francescani minori insegnano che "la preghiera mentale non è riservata solo a preti e monache, ma è per tutti. I bambini più giovani sono capaci di raggiungere grandi vette con la preghiera mentale."

## Pratica della preghiera mentale

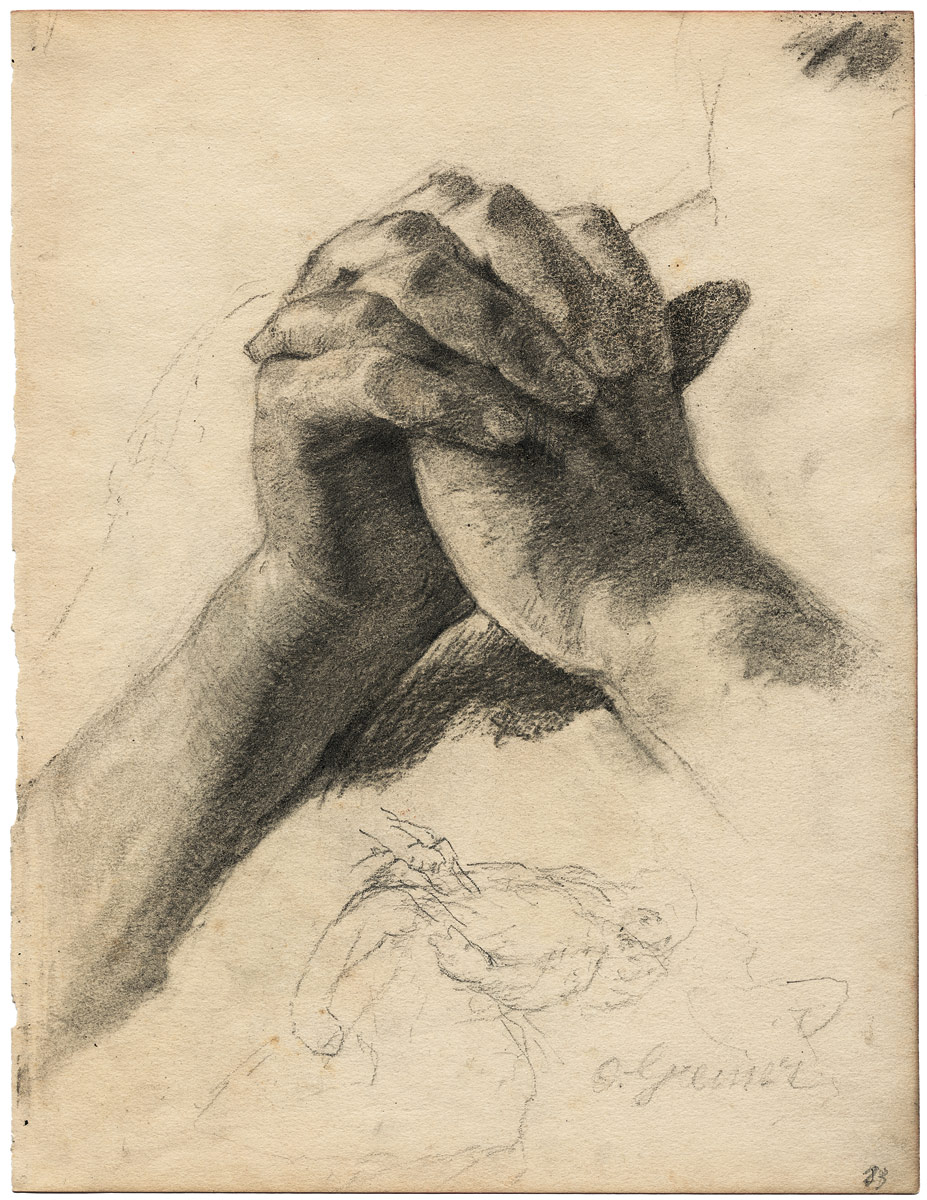
Mani che pregano, di Otto Greiner, ca. 1900

### Aiuti alla preghiera
Francesco di Sales asserì: "Inizia ogni preghiera, sia mentale che vocale, con un atto della Presenza di Dio. Se si osserva questa regola rigorosamente, presto vedrai quanto ti sia utile." Afferma che Dio è ovunque ed è nei nostri cuori e nelle anime. Così, "un cieco quando in presenza del suo principe, manterrà un atteggiamento reverenziale se gli è stato detto che il re è lì, anche se non in grado di vederlo."
Madre Teresa disse che iniziava "sempre la [sua] preghiera in silenzio, poiché è in tale silenzio del cuore che Dio parla." Il suo "semplice percorso" afferma: "Il frutto del silenzio è la PREGHIERA. Il frutto della preghiera è la FEDE. Il frutto della fede è l'AMORE. Il frutto dell'amore è il SERVIZIO. Il frutto del servizio è la PACE."
Esistono alcune formule che possono aiutare ad iniziare e terminare la preghiera mentale. Nell'Opus Dei ad esempio si usano le seguenti formule:
Preghiera Preparatoria
Mio Signore e mio Dio, credo fermamente che Tu sei qui, che mi vedi, che mi senti. Ti adoro con profonda reverenza, Ti chiedo perdono dei miei peccati e la grazia di rendere fruttuoso questo tempo di preghiera. Mia Madre Immacolata, San Giuseppe padre mio e signore, angelo mio custode, intercedete per me.
Preghiera Conclusiva
Ti ringrazio, mio Dio, per i buoni propositi, le affezioni e le ispirazioni che mi hai comunicato in questa meditazione. Chiedo il vostro aiuto per metterle in atto. Mia Madre Immacolata, San Giuseppe padre mio e signore, angelo mio custode, intercedete per me.

### Temi di preghiera mentale
- Chiamare Dio per nome. Siccome la preghiera significa trattare con Dio come persona, allora è importante avvicinarsi a Dio chiamandolo con il nome con cui si relaziona a noi.
  - Gesù, modello di preghiera cristiana, usò la parola "Abba" o Papà, un'accattivante parola ebraica per chiamare Dio Padre. "Una parola fondamentale in bocca al 'Figlio' è 'Abba'," ha detto Benedetto, "esprime il suo intero essere e tutto ciò che egli dice a Dio in preghiera è in definitiva solo una spiegazione del suo essere (e, quindi, una spiegazione di questa singola parola)."[21] Il Catechismo cita Agostino: Padre nostro - a questo nome l'amore si suscita in noi... e la fiducia di ottenere ciò che stiamo per chiedere... Cosa non darebbe ai suoi figli che chiedono, dal momento che ha già concesso loro il dono di essere suoi figli?
  - "Il nome di Gesù è al centro della preghiera cristiana. Tutte le orazioni liturgiche terminano con la formula: «Per Dominum nostrum Iesum Christum... – Per il nostro Signore Gesù Cristo...». L'«Ave Maria» culmina con le parole: «E benedetto il frutto del tuo seno, Gesù». La preghiera del cuore, consueta presso gli orientali e chiamata «preghiera di Gesù», dice: «Signore Gesù Cristo, Figlio di Dio, abbi pietà di me peccatore». Parecchi cristiani muoiono con la sola parola «Gesù» sulle labbra, come santa Giovanna d'Arco" (CCC 435).
- Concentrarsi su Dio. Benedetto XVI scrive in Gesù di Nazaret: "La preghiera non tratta di questo o di quello: è il desiderio di Dio di darci in dono Se Stesso, il dono dei doni -- l'unica cosa necessaria... Il dono di Dio è Dio stesso."[22] Il Catechismo della Chiesa Cattolica (CCC) mette in questione il concentrarsi su altre cose: "La preghiera di Gesù fa della preghiera cristiana una domanda efficace. Egli ne è il modello, egli prega in noi e con noi. Poiché il cuore del Figlio non cerca se non ciò che piace al Padre, come il cuore dei figli di adozione potrebbe attaccarsi ai doni piuttosto che al Donatore?" (CCC 2740).
  - "Abitualmente ci si aiuta con qualche libro, e ai cristiani non mancano: la Sacra Scrittura, particolarmente il Vangelo, le sante icone, i testi liturgici del giorno o del tempo, gli scritti dei Padri della vita spirituale, le opere di spiritualità, il grande libro della creazione e quello della storia, la pagina dell'« Oggi » di Dio (CCC 2705).
  - Meditare sulla vita di Gesù Cristo. Nel suo Gesù di Nazaret, Benedetto XVI continua a ripetere il punto di Gesù: "Chi vede me vede il Padre." "La figura di Gesù è la specchio nel quale riusciamo a conoscere chi Dio sia e come sia fatto.... Questo Dio è amore."[22] Francesco di Sales affermò: "Vi raccomando una assidua orazione mentale, e più in particolare sulla vita e la passione di nostro Signore. Se Lo contemplate spesso in meditazione, tutta la vostra anima sarà piena di Lui, crescerete a sua somiglianza e le vostre azioni saranno modellate sulle sue."[11]

Il bisogno di associare i sensi alla preghiera interiore risponde ad un'esigenza della natura umana. Siamo corpo e spirito, e quindi avvertiamo il bisogno di tradurre esteriormente i nostri sentimenti. Dobbiamo pregare con tutto il nostro essere per dare alla nostra supplica la maggiore forza possibile.
(CCC 2702)